# Beverly Grant
Beverly Grant (Jamaica, 25 de septiembre de 1970) es una atleta jamaicana, especializada en la prueba de 4 x 100 m en la que llegó a ser subcampeona mundial en 1997.

## Carrera deportiva
En el Mundial de Atenas 1997 ganó la medalla de plata en los relevos 4 x 100 metros, con un tiempo de 42.10 s, tras Estados Unidos y por delante de Francia, siendo sus compañeras de equipo: Beverly McDonald, Merlene Frazer y Juliet Cuthbert.